# دانشکده پزشکی اصفهان
دانشکده پزشکی دانشگاه علوم پزشکی اصفهان یکی از قدیمی‌ترین و معتبرترین دانشکده‌های پزشکی کشور و یکی از دانشکده‌های دانشگاه علوم پزشکی اصفهان می‌باشد.

## تاریخچه
دانشکده پزشکی اصفهان نخستین دانشکده دانشگاه اصفهان است که در سال ۱۳۲۵ در خانه‌ای در خیابان احمدآباد اصفهان شروع به کار کرد. در آن زمان آموزشگاه عالی بهداری در این خانه افتتاح گردید و دانشجویان بعد از چهار سال تحصیل موفق به اخذ درجه بهدار می‌شدند. پس از مدت کوتاهی آموزشگاه عالی بهداری به دبیرستان سعدی منتقل شد و آزمایشگاه‌های این دبیرستان مورد استفاده دانشجویان قرار گرفت این دبیرستان در حال حاضر محل شهربانی اصفهان است و در خیابان استانداری قرار دارد.
بعد از چهار سال دانشکده پزشکی در جوار آموزشگاه عالی بهداری تأسیس شد و دانشجویان پس از شش سال موفق به اخذ درجه دکترا می‌شدند. بدین ترتیب آموزشگاه عالی بهداری به تدریج تعطیل شد و دانشجویان آموزشگاه پس از مدتی برای ادامه تحصیل به دانشکده‌های مختلف کشور معرفی و موفق به دریافت درجه دکتری می‌گردیدند.
در سال ۱۳۴۱ ساختمان دانشکده پزشکی در زمین‌های وسیع هزارجریب ساخته شد و دانشکده پزشکی به ساختمان جدید واقع در خیابان هزارجریب انتقال یافت.
دانشکده پزشکی در ابتدا با ۹ نفر عضو هیئت علمی شروع به کار کرد و آموزش عملی دانشجویان در آزمایشگاه‌های دبیرستان سعدی و سپس آزمایشگاه‌های هزارجریب انجام می‌شد. کارآموزی بیمارستانی در بخشهای بیمارستان خورشید و درمانگاه‌های آن زیر نظر دانشیارانی که ریاست بخشهای مربوطه را بر عهده داشتند، انجام می‌شد.

دانشکده پزشکی تا سال ۱۳۶۴ زیر نظر دانشگاه اصفهان اداره می‌شد و در آن سال و با تصویب قانون استقلال دانشگاه‌های علوم پزشکی، همراه با تعدادی از دانشکده‌های دیگر (از جمله داروسازی، دندانپزشکی، پرستاری و مامایی و…) تحت نظارت مجموعه مستقلی به نام دانشگاه علوم پزشکی اصفهان فعالیت می‌کنند.

ساختمان دانشکده سال ۱۳۵۴

### ساختمان دانشکده
دانشکده پزشکی، نخستین و قدیمی‌ترین دانشکده ایست که در دانشگاه اصفهان احداث شد.
دانشکده پزشکی دارای زیربنایی به مساحت ۲۷۰۰۰ متر مربع بوده و در ۳ طبقه ساخته شده است. رنگ دیوارهای این دانشکده به رنگ سبز ایرانی می‌باشد.
دانشکده پیراپزشکی نیز در داخل این ساختمان قرار دارد.

## ساختار اداری و گروه‌های آموزشی

### ساختار و مدیریت دانشکده
هم‌اکنون ریاست دانشکده بر عهدهٔ بیژن ایرج می‌باشد. پیش از وی دکتر مهدی نعمت بخش و پیشتر محمدحسن امامی ریاست دانشکده را بر عهده داشت.

### معاونت‌های دانشکده
معاونت‌های دانشکده عبارتند از آموزش پزشکی عمومی، تخصص و فوق تخصص، اداری مالی، تحصیلات تکمیلی، درمان، پژوهشی، دانشجویی فرهنگی، توسعه آموزش (E.D.O) و امور هیئت علمی.

### گروه‌های آموزشی دانشکده
دانشکده در حال حاضر دارای ۹ گروه پایه و ۲۳ گروه بالینی می‌باشد. تعداد اعضای هیئت علمی دانشکده مجموعاً ۴۷۳ نفر می‌باشد.

## نگارخانه

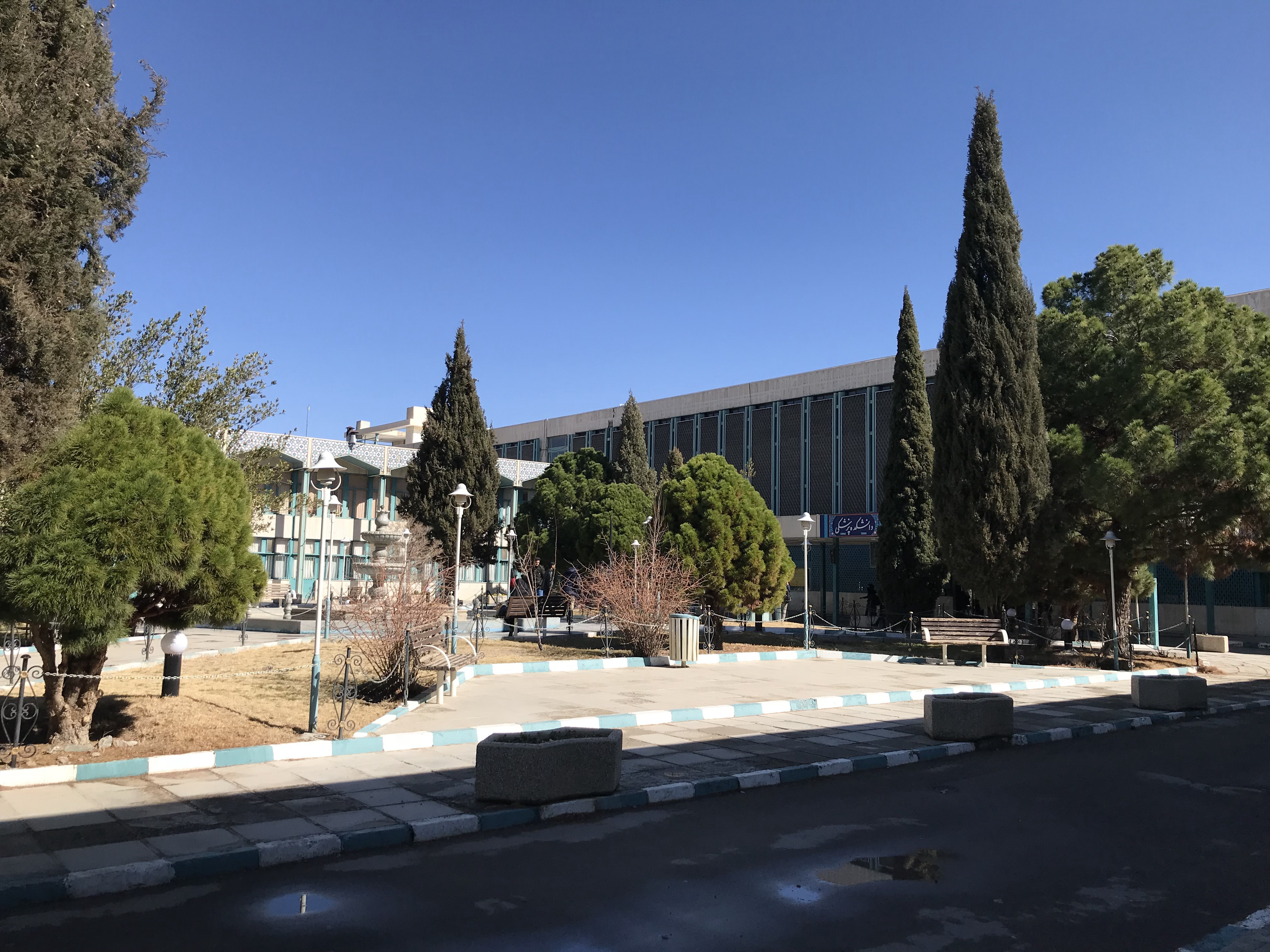
محوطه دانشکده

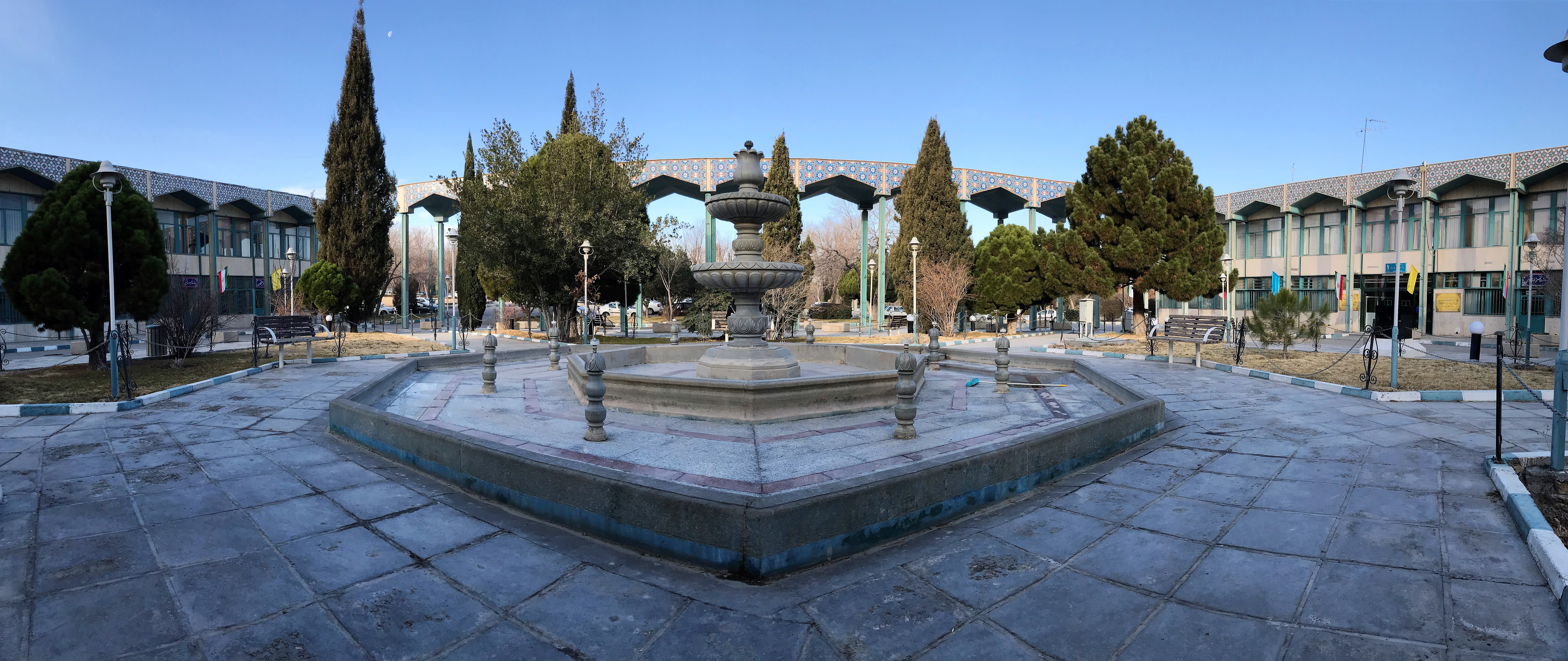
محوطه دانشکده

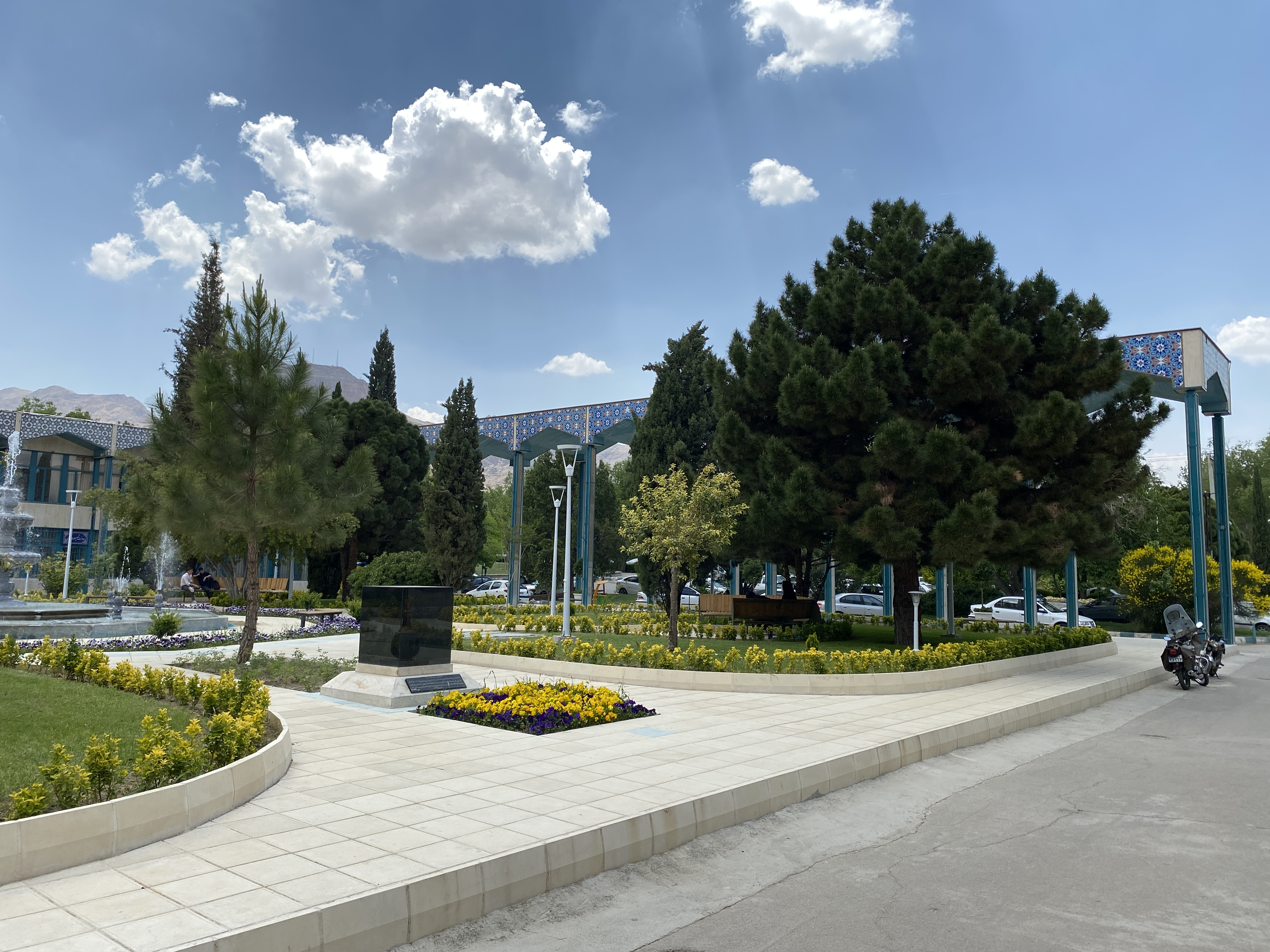
محوطه دانشکده پزشکی